# 蒙嘉慧
蒙嘉慧（英語：Yoyo Mung Ka-Wai，1973年8月3日—），香港女演員及節目主持人，曾是無綫電視及香港電視網絡合約藝員。丈夫為香港男歌手及演員鄭伊健。

## 背景

### 早年生活
蒙嘉慧還未出生時父母就分開，自小與外公外婆一起在元朗洪水橋丹桂村近丹桂軒地段的村屋生活，有一名兄長。她11歲時搬去九龍與母親、繼父及同母異父的妹妹一起生活。母親對她非常嚴厲，每當嘉慧做了錯事，她都會被母親擰著耳朵大罵；因此，她的童年生活並不快樂。直到同母異父的妹妹跳樓自殺後，她突然開竅，決定將一切心事告知親人，從此做個開朗的女孩。蒙嘉慧後來搬回洪水橋跟外婆同住，且在1985年畢業於聖公會靈愛小學。中學就讀於元朗柏雨中學（至中二，1987年）和鳳溪第一中學（1990年中五）。她中五畢業後因為成績一般而轉到新界鄉議局元朗區中學夜校修讀預科課程（即借用新界鄉議局元朗區中學上官立夜中學課堂，1990年至1992年中六至中七預科）。期間當過碗碟售貨員、保險經紀、中國銀行押滙中心銀行文員，又做過在街上拉著陌生人試鏡的星探。

### 演藝事業
中七畢業出來後，蒙嘉慧任職廣告製作公司，於1993年已拍攝廣告，後被星探發掘，找她為流動電話公司「One 2 Free」拍攝廣告，並與當時紅得發紫的巨星郭富城一起合作（另一女角為鄭雪兒），其後憑著一頭長髮及清秀可人的樣貌得到恩師杜琪峰賞識，簽她為旗下藝人，正式發展演藝事業，晉身娛樂圈，之後拍了多部影視片，曾在三級片《不文女學堂》當中演出，以《非常突然》獲得第18屆香港電影金像獎「最佳新演員」提名。往後的電影如《暗戰》、《真心英雄》及《甜言蜜語》等均獲好評。在短短兩年間，蒙嘉慧一口氣拍了十二套電影，其中佔半數是頗有質素的作品。
1990年代末因為電影市道差，收入不穩定，蒙嘉慧在約滿後轉投電視行業，於2000年加入無綫電視。首部作品《新鮮人》擔當女主角。翌年，在《妙手仁心II》飾演冷酷醫生何心妍（Tracy）。2002年，與無綫三屆最佳男主角羅嘉良合作《衛斯理》，參演愛情單元劇《富豪海灣非凡情緣》。
2006年播出的《法證先鋒》令她人氣急升，一來是該劇的女主角之一，二來與無綫收視福將歐陽震華合作所擦出的火花，三來此劇收視率高，令她榮獲萬千星輝頒獎典禮「最佳女主角」提名。此外，她亦有参演由陳豪及鍾嘉欣主演的重頭劇《溏心風暴》，並在劇中所飾演女主角常在心（鍾嘉欣 飾）的好姊妹水明霞，她的角色背叛好姊妹，並且勾引好姊妹男友，演技大獲好評，使得觀眾對她的角色又愛又恨，並在《萬千星輝頒獎典禮2007》憑《溏心風暴》「水明霞」一角入圍「最佳女配角」最後五強。
往後的作品包括《爸爸閉翳》、《通天幹探》、《與敵同行》、《ID精英》、《誘情轉駁》及《Only You 只有您》。此外，她是監製羅永賢、王心慰的御用演員，更是唯一未演過無綫電視古裝劇的女藝員。
2013年3月約滿無綫電視後，蒙嘉慧便轉投香港電視，結束與無綫電視13年的賓主關係。《仁心解碼II》及《叛逃》為她在無綫電視的告別作。她在2013年8月至10日期間曾與林文龍合作拍攝劇集《天網》，電視劇主要講述時裝科技網絡犯罪。最終在香港電視網絡不獲發免費電視牌照後停拍。原定於2014年3月復拍此劇，但香港電視網絡宣佈未能如期開台後，將此劇擱置拍攝。2014年3月，離開香港電視網絡，回復自由身。2018年10月復出和接拍邵氏兄弟與優酷合作之劇集《飛虎之雷霆極戰》。

### 發展合夥生意
2020年，蒙嘉慧開始將工作重心移往合夥生意上，獲鄭伊健出資逾百萬，於日本九州福岡市開設地產公司「八方不動産株式会社」，主要從事物業管理、買賣、移民及升學諮詢。2021年5月，基於當地新冠肺炎疫情嚴峻，她與生意夥伴決定結束公司在香港的辦事處，轉以網上形式經營，集中把資源放在福岡以作擴充之用，並暫時回到香港居住。

## 感情生活
2005年，鄭伊健因拍攝電視劇而結識黎諾懿，二人因皆酷愛玩遊戲機而十分投契，後來黎諾懿相約鄭伊健及蒙嘉慧打羽毛球，兩人因而結識；鄭伊健曾以6個「好」來形容連續2晚看他演唱會支持他的蒙嘉慧。2013年1月28日，她與鄭伊健於東京結婚，並有共識不生育。

## 軼事

### 切線不當與車禍訴訟
蒙嘉慧於2011年駕駛私家車前往將軍澳電視廣播城上班途中切線遇上車禍，該輛被撞私家車後座乘客報稱受傷，頸、腹痛及手臂麻痺，遂入稟高等法院向蒙嘉慧索償403萬元。蒙嘉慧一方雖承認意外責任，但不同意賠償金額。而其私家偵探拍得片段揭露原告「受傷」後健步如飛，上下樓梯更毋須扶手。2018年7月，高等法院頒下判辭指原告非誠實證人，包括隱瞞自己在2010年發生另一宗交通意外及僅有小部分傷勢乃由本次車禍引起，醫療報告顯示原告退化引致的傷勢在2010年意外後加劇，傷勢並非全然因本次意外造成，裁定被告只需賠償51.5萬元及需支付訟費。

## 演出作品

### 電視劇（香港電視）
| 劇名   | 角色   |
| ------ | ------ |
| 已停拍 |        |
| 天網   | 唐家寶 |

### 電視劇（無綫電視）
| 劇名             | 角色                          |
| ---------------- | ----------------------------- |
| 2000年           |                               |
| 新鮮人           | 邵麗華                        |
| 妙手仁心II       | 何心妍（Tracy）               |
| 2002年           |                               |
| 烈火雄心II       | 江逸雅（Yan）                 |
| 2003年           |                               |
| 衛斯理           | 白 素                         |
| 富豪海灣非凡情緣 | Carrie                        |
| 2004年           |                               |
| 陀槍師姐IV       | 方 晴（Sunnie）               |
| 爭分奪秒         | 彭 慧                         |
| 廉政行動2004     | Grace                         |
| 功夫足球         | 葉 月                         |
| 2005年           |                               |
| 妙手仁心III      | 何心妍（Tracy）               |
| 胭脂水粉         | 吳以方                        |
| 2006年           |                               |
| 法證先鋒         | 梁小柔（Madam Leung、Nicole） |
| 樓住有情人       | 徐芷羚                        |
| 點指賊賊賊捉賊   | 巢誕誕                        |
| 2007年           |                               |
| 溏心風暴         | 水明霞（水擘擘）              |
| 爸爸閉翳         | 金美鑽（Amy）                 |
| 通天幹探         | 姜雅如（Ginger）              |
| 2008年           |                               |
| 法證先鋒II       | 梁小柔（Nicole、Madam Leung） |
| 與敵同行         | 利珮嘉（Carmen）              |
| 2009年           |                               |
| ID精英           | 葉安琪（Angel）               |
| 廉政行動2009     | 趙芷璿（Zoe）                 |
| 2010年           |                               |
| 誘情轉駁         | 關可晴（Jessie）              |
| 2011年           |                               |
| Only You 只有您  | 麥一敏（Mandy、阿蚊、中港女） |
| 2013年           |                               |
| 仁心解碼II       | 卓慧翹（Lois）                |
| 2014年           |                               |
| 叛逃             | 葉 婷                         |

### 電視劇（其他）
| 劇名           | 角色                        |
| -------------- | --------------------------- |
| 1998年         |                             |
| 上海之戀       | 林安兒                      |
| 2003年         |                             |
| 雄心密令       | 高冰冰                      |
| 2005年         |                             |
| 新醉打金枝     | 歐陽英 ／ 范 瑤             |
| 2011年         |                             |
| 單身女王       | 关雅琴                      |
| 女人多自在4    | San                         |
| 2012年         |                             |
| 火速救兵II     | 廖芷恩（Jackie、Madam Liu） |
| 2015年         |                             |
| 醫護人生：生機 | Dr. Wong（婦產科醫生）      |
| 火速救兵III    | 廖芷恩（Jackie、Madam Liu） |
| 2016年         |                             |
| 有倉出租       | 倉 井                       |
| 2019年         |                             |
| 飛虎之雷霆極戰 | 歐陽敏儀                    |
| 運輸背後       | K 姐                        |

### 電影
| 電影名                       | 角色            |
| ---------------------------- | --------------- |
| 1994年                       |                 |
| 不文女學堂                   | 女學生          |
| 正月十五之一生一世           | 精神病人        |
| 1998年                       |                 |
| 非常突然（重案組之非常任務） | Mandy           |
| 真心英雄                     | 琪              |
| 1999年                       |                 |
| 暗戰                         | 梁婉婷          |
| 週末狂熱                     | Ashley          |
| 七月又十四之信不信由你       | Jo Jo           |
| 甜言蜜語                     | 雯 雯           |
| 真假刺客                     | 金 翠           |
| 2000年                       |                 |
| 千禧願                       | 秋 嵐           |
| 賊公子                       | Michael 女朋友  |
| 流氓師表（高校F4班）         | 魯 媚           |
| 刀手                         | Ivy             |
| 沒有你沒有我                 | Ivy Wong        |
| 野獸童黨                     | 阿 細           |
| 2001年                       |                 |
| 新流氓醫生                   | 阿 安           |
| 最後通牒（地下追擊）         | 森惠美          |
| 2003年                       |                 |
| 性感都市                     | 倪 臉（Danger） |
| 西貢的童話                   | 詠              |
| 2004年                       |                 |
| 誓不低頭                     | 家 惠           |
| 噩夢                         | Sylvia、Yvonne  |
| 2005年                       |                 |
| 我阿媽發仔瘟（花街歡樂坊）   | 十二金钗        |
| 2006年                       |                 |
| 人生熱線影院之隱形鬥室       | Amanda          |
| 2007年                       |                 |
| 擊情歲月                     | 鞏 敏           |

### 廣播劇
| 劇名              | 角色   | 備註     |
| ----------------- | ------ | -------- |
| 1998年            |        |          |
| 法門（裁決·法門） | Maggie | 香港電台 |
| IT檔案            |        | 香港電台 |

### 主持節目（無綫電視）
| 節目名             | 備註                         |
| ------------------ | ---------------------------- |
| 2003年             |                              |
| 星晨旅遊南非真程趣 | 與關禮傑、王賢誌及羅敏莊合作 |
| 2012年             |                              |
| 三個女人一個墟     | 與卓韻芝及呂慧儀合作         |
| 盛女駕到           | 與陳芷菁、卓韻芝及呂慧儀合作 |

### 音樂錄影帶
| 歌名             | 歌手   | 備註   |
| ---------------- | ------ | ------ |
| 1994年           |        |        |
| 我失戀你悲傷     | 洪楗華 | 寶麗金 |
| 分開方知這是愛   | 鄭嘉穎 | 寶麗金 |
| 蜜月期           | 王菲   | 寶麗金 |
| 向全世界說愛你   | 許志安 | 華星   |
| 纏綿遊戲         | 梁漢文 | 華星   |
| 1995年           |        |        |
| 但願你明白       | 楊采妮 | 寶麗金 |
| 隨時見你隨時愛你 | 草蜢   | 寶麗金 |
| 1997年           |        |        |
| 一個諾言         | 胡諾言 | 華納   |
| 1998年           |        |        |
| 最深愛的人是你   | 郭富城 | 華納   |
| I Love You So    | 郭富城 | 華納   |
| 2004年           |        |        |
| 艦隊             | 梁漢文 | 百代   |
| 2006年           |        |        |
| 鄭重聲明         | 鄭嘉穎 | 環球   |

### 電視廣告
- 1996年：太太口服液
- 1997年：One2free 自由天地1、自由天地3（Ivy -Roy（郭富城）之女朋友）
- 2002年：修身堂 修身有分寸
- 2007年：Neutrogena Advanced Solutions
- 2011年：ZETA SPA

### 其他

#### 無線月曆
- 2002年 - 3月 - 羅嘉良
- 2003年 - 3月 - 吳啟華
- 2006年 - 9/10月 - 陳豪、馬國明、楊秀惠、鄭健樂、楊怡、馬浚偉、陳山聰、黃長興
- 2007年 - 10月 - 蔡淇俊、李天翔、陳敏之、司徒瑞祈
- 2008年 - 3月 - 林文龍、馬國明、黎諾懿、金剛
- 2009年 - 5月 - 馬國明、楊思琦、黎諾懿、李詩韻

## 外部連結
- 蒙嘉慧的Facebook專頁
- 蒙嘉慧的Instagram帳戶
- 蒙嘉慧的新浪微博
- 蒙嘉慧在香港影庫上的簡介
- TVB BLOG（页面存档备份，存于）
- 請記得笑 蒙嘉慧